# Koźlin (Braniewo)
Koźlin (niem. Köslin) – historyczna dzielnica Braniewa, współcześnie niewyodrębniona administracyjnie część miasta.

## Historia przedmieścia Koźlin

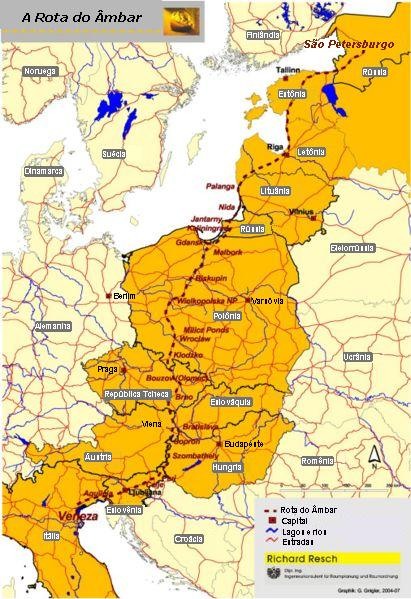
Przebieg bursztynowego szlaku

Historia przedmieścia Koźlin jest dużo starsza niż historia samego miasta Braniewa. Na długo przed podbojem tych ziem przez zakon krzyżacki na miejscu późniejszego Koźlina istniała pruska osada Warmów o nazwie Brusebergue; osada położona w dogodnym miejscu, na wzgórzu, przy brodzie na Pasłęce i niedaleko ujścia rzeki do Zalewu Wiślanego. Przez ten bród wiódł w czasach starożytnych szlak handlowy pomiędzy krajami basenu Morza Śródziemnego a ziemiami położonymi na południowym wybrzeżu Morza Bałtyckiego. Potwierdzały to późniejsze znaleziska m.in. arabskich monet – również na Koźlinie.
Około 1240 gród został podbity przez prowadzący na tych terenach od paru lat misję chrystianizacyjno-kolonizacyjną zakon krzyżacki (sprowadzony przez księcia Konrada I mazowieckiego). Krzyżacy, podbiwszy osadę Brusebergue, założyli na jej miejscu niewielki ziemno-drewniany zamek (strażnicę). Gród już przed rokiem 1254 otrzymał prawa miejskie od biskupa Anzelma. W 1261 wódz Warmów Glappo doszczętnie zniszczył owe, opuszczone przez mieszkańców po oblężeniu, zaledwie paroletnie miasto. Gdy jednak osadnicy w 1273 roku, po stłumieniu powstania Prusów, powrócili do osady, postanowili odbudować gród w nieco innej, bardziej obronnej lokalizacji. Według niemieckiego kronikarza Piotra z Dusburga gród odbudowano o dwa rzuty kamieniem w górę rzeki. Tak więc spalona przez Glappa osada zniknęła na pewien, jak się okazało nie za długi, czas z historii.
Odbudowany gród odzyskał w 1284 roku prawa miejskie. Przywilej prawa lubeckiego przyznawał miastu rozległe terytorium położone po obu stronach Pasłęki, szeroki samorząd i sądownictwo oraz prawo rybołówstwa w Pasłęce i na Zalewie Wiślanym. Braniewo zaczęło się szybko rozwijać, a ludność, dla której nieosiągalne było miejsce w ciasnej i drogiej przestrzeni miejskiej, zaczęła zakładać domostwa i osady poza murami, pomimo że osadnicy ci nie byli traktowani jako równouprawnieni w stosunku do mieszkańców miasta. W ten sposób w XIII wieku na północny zachód od murów obronnych Starego Miasta, w kierunku pierwszej lokalizacji grodu, zaczęło się rozbudowywać przedmieście Koźlin.
W połowie XIV w. Braniewo zostało się członkiem Hanzy, a to wiązało się z rozbudową portu. W 1401 roku rada miejska wydała zarządzenie o rozbudowie spichlerzy zbożowych, a następnie o rozbudowie ramp załadunkowych w porcie. Miało to znaczący wpływ na przylegające do Pasłęki przedmieście Koźlin; oprócz stodół, spichrzów i różnego rodzaju budynków magazynowych zaczęły powstawać także kramy rybne i karczmy portowe.
W 1402 funkcjonuje na przedmieściu już cmentarz (zobacz: cmentarz św. Jana w Braniewie), a także znajduje się niewielki kościółek.
Liczba ludności miasta, a wraz z nią przedmieścia Koźlin, mimo licznych wojen i epidemii, systematycznie wzrasta. W 1579 roku znajdowało się w Starym Mieście Braniewie 275 domów i siedem bud pod ratuszem, a na przedmieściu Koźlin stało już 99 domów.

Zabudowa i mieszkańcy przedmieścia byli jednak narażeni na wiele niebezpieczeństw. Koźlin trawiony był wiele razy przez pożary. 10 lipca 1626 podczas marszu wojsk króla Gustawa na Braniewo przedmieście Koźlin zostaje spalone. 10 maja 1669 wybucha kolejny wielki pożar stodół na Koźlinie, zmieniając dzielnicę w pogorzelisko. 27 maja 1700 wybuchł w domu rozrywki (Lusthaus) należącym do związanego z radą miasta Georga Lunitza pożar, który objął jeszcze 7 innych domów leżących nad Pasłęką. Pożar ten miał jednak pewne pozytywne następstwa, gdyż postanowiono wówczas, że mieszkańcy dzielnicy mają pokryć wszystkie domy dachówką zamiast strzech, a także zatrudnić kominiarza. Kolejne wielkie pożary na przedmieściu wybuchały jeszcze w latach 1845 i 1861.

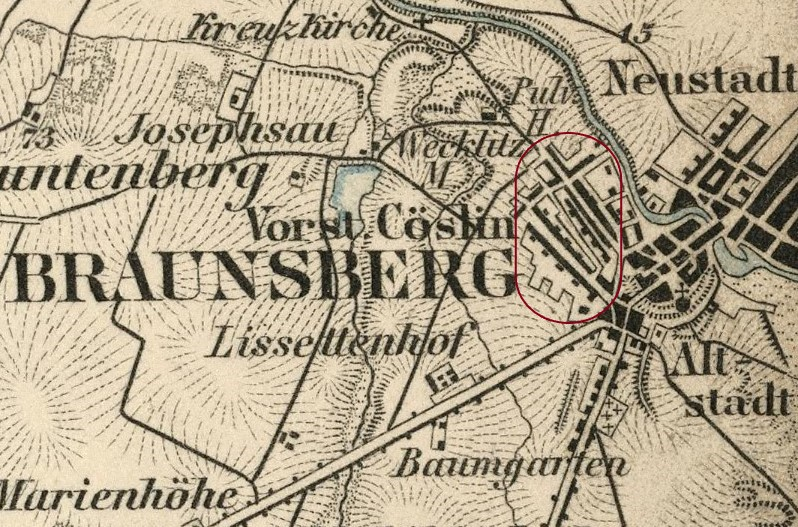
Koźlin (Vorstadt Cöslin), 1893

W 1772 roku, na skutek I rozbioru Polski, Braniewo znalazło się w granicach Królestwa Prus. Jednym z pierwszych posunięć nowych władz było połączenie w 1773 roku lewo- i prawobrzeżnego miasta w jeden organizm oraz otwarcie na stałe bram miejskich. Spowodowało to wyrównanie statusu społecznego oraz stopniowe wyrównywanie statusu ekonomicznego wszystkich mieszkańców mieszkających w obrębie Starego Miasta, Nowego Miasta oraz na przedmieściach. Zniknął wówczas średniowieczny podział mieszczan na posiadaczy dużego i małego obywatelstwa (Großbürger i Kleinbürger). Na przedmieściu Koźlin zaczęły powstawać nowe fabryki (1854 – browar założony przez Jacoba von Roya, 1885 – fabryka cygar Zigarren- u. Tabakfabriken Loeser & Wolff) i urzędy (1879 – budynek sądu krajowego i rejonowego). W 1892 gimnazjum braniewskie otrzymało pomiędzy Neue Dammstraße (ul. Morska) a rzeką Pasłęką w kierunku kościoła św. Krzyża boisko sportowe o powierzchni ok. 1,4 ha (od 1919 był to również stadion klubu piłkarskiego RSV Braunsberg). W podobnym czasie utworzono przy Neue Dammstraße nowy cmentarz Magdalenenfriedhof. Ekspansywnie rozwijający się Koźlin wchłonął w połowie XIX wieku też sąsiednią dzielnicę miasta o nazwie Fromborskie Przedmieście (Frauenburger Vorstadt).
Przedmieście Koźlin (Köslin) funkcjonowało jako administracyjna dzielnica Braniewa do 1945 roku. Po wojnie nie zachowała się odrębność historycznej dzielnicy w sferze administracyjnej ani też nazwa osiedla Koźlin w użyciu przez powojennych mieszkańców Braniewa. Na część dzielnicy przedwojennego Koźlina, obejmującą osiedle domków jednorodzinnych wybudowanych w latach 30. XX w., po wojnie przyjęła i upowszechniła się inna nazwa – „Piekiełko”, od ówczesnej złej sławy tej dzielnicy. Nazwa ta występowała powszechnie w użyciu przez mieszkańców Braniewa już w roku 1947 i utrzymała się do współczesności. Nazwa „Piekiełko” została również przeniesiona na pobliski zbiornik wodny, tj. Jezioro Piekiełko.

### Koźlin w literaturze
Pochodzący z Braniewa pisarz, który osiedlił się w Berlinie, Josef Wiener-Braunsberg (1866–1928) napisał obszerny humorystyczny wiersz „Wie´s Minchen Kutzer vom Köslin in Berlin erging” (Jak się wiodło Minchenowi Kutzer z Koźlina w Berlinie). Przedstawia w nim, zgodnie z panującym w ówczesnym Berlinie stereotypem, mieszkańca Prus Wschodnich, postać prostego i naiwnego robotnika, pochodzącego z osiedla Koźlin w Braniewie, który z wielkim trudem odnajduje się w wielkim mieście.